# 谷衛量
谷 衛量（たに もりかず）は、丹波国山家藩の第8代藩主。

## 生涯
第7代藩主・谷衛秀の次男。
安永6年（1777年）11月24日、衛秀の嫡子となる。安永9年（1780年）10月8日、父の死去により家督を相続した。天明5年（1785年）11月15日、10代将軍徳川家治に御目見した。同年12月18日、従五位下・大学頭に叙任する。後に出羽守、次いで播磨守に改めた。寛政7年（1795年）2月27日、佐竹義方の長女の八重と結婚したが、寛政12年（1800年）閏4月17日、八重と離婚した。
享和元年（1801年）9月21日、死去した。享年37。跡を長男の衛萬が継いだ。

## 系譜
- 父：谷衛秀（1729年 - 1780年）
- 母：不詳
- 養母：牧野氏
- 正室：八重 - 佐竹義方（出羽国久保田藩主佐竹義明の次男）の長女
  - 長男：谷衛萬（1796年 - 1816年）
  - 次男：谷衛弥（1797年 - 1820年） - 谷衛萬の養子
- 生母不明の子女
  - 女子：四条隆師室 - 公家四条家。正二位権大納言